# Big Bang Love, Juvenile A
Pour plus de détails, voir Fiche technique et Distribution.
Big Bang Love, Juvenile A (46億年の恋, 46-okunen no koi, littéralement « 4 600 millions d'années d'amour ») est un film japonais réalisé par Takashi Miike, sorti en 2006.

## Synopsis
Dans un futur proche, un jeune homme s'accuse du meurtre d'un détenu dans une prison. Le film suit l'enquête de deux détectives afin de résoudre le mystère.

## Fiche technique
- Titre : Big Bang Love, Juvenile A
- Titre original : 46億年の恋 (46-okunen no koi)
- Réalisation : Takashi Miike
- Scénario : Masa Nakamura, d'après le roman Shônen A erejî de Ikki Kajiwara et Hisao Maki (sous le pseudonyme de Ato Masaki)
- Photographie : Masahito Kaneko
- Pays d'origine : Japon
- Langue : japonais
- Format : Couleurs - 1,85:1 - Dolby Digital - 35mm
- Genre : Drame, policier, fantastique et expérimental
- Durée : 85 minutes
- Dates de sortie : 26 août 2006 (Japon), 2007 (France).

## Distribution
- Ryuhei Matsuda : Jun
- Masanobu Ando : Shiro
- Shunsuke Kubozuka
- Kiyohiko Shibukawa
- Jo Kanamori
- Kenichi Endō
- Renji Ishibashi
- Ryo Ishibashi

## Nomination
- Le film a été présenté en compétition au Festival du film asiatique de Deauville.

## Analyse
Entre exercice de style et film gay, Big Bang Love, Juvenile A bénéficie d'une esthétique particulièrement soignée. Le titre anglais ne traduit pas le titre japonais qui est "4 600 millions d'années d'amour", comme l'indique le sous-titrage du film en français, qui de ce fait n’est pas inédit en France.